# Коряк, Игорь Анатольевич
Игорь Анатольевич Коряк (10 февраля 1984, Половинкино, Старобельский район, Луганская область) — украинский футболист, защитник и опорный полузащитник.

## Биография
Первый тренер — А. В. Коряк. Большую часть карьеры провёл в любительских соревнованиях на родине. В профессиональном футболе в первенствах Украины выступал только три сезона. В сезоне 2001/02 сыграл 6 матчей во второй лиге Украины за луганскую «Зарю», во всех матчах выходил на замены. В сезоне 2007/08 сыграл 27 матчей в составе дебютанта второй лиги «Шахтёр» (Свердловск), в составе этого клуба в 2006 году стал чемпионом Украины среди любителей. Летом 2008 года перешёл в клуб первой лиги «Энергетик» (Бурштын), сыграл только 2 неполных матча в июле 2008 года и покинул команду.
В 2010—2011 годах вместе с группой украинских игроков (Роман Смишко, Вадим Тарасов, Дмитрий Бойко) выступал в чемпионате Кыргызстана за «Нефтчи» (Кочкор-Ата), становился чемпионом (2010) и серебряным призёром (2011) чемпионата страны, двукратным финалистом Кубка Кыргызстана. Принимал участие в матчах Кубка президента АФК. Включён в символическую сборную легионеров чемпионата 2011 года по версии ФФКР.
Во второй половине 2010-х годов выступал за любительские клубы Украины и ЛНР.

## Личная жизнь
Брат Олег (род. 1986) тоже был футболистом, сыграл 3 матча за луганскую «Зарю» в первой лиге и много лет выступал на любительском уровне.